# كايل ايمانويل
كايل ايمانويل (بالإنجليزية: Kyle Emanuel)‏ هو لاعب كرة قدم أمريكية أمريكي، ولد في 16 أغسطس 1991 في سشويلير في الولايات المتحدة.

## وصلات خارجية
- كايل ايمانويل على موقع مرجع كرة القدم المحترفة.كوم (الإنجليزية)